# 大蠔

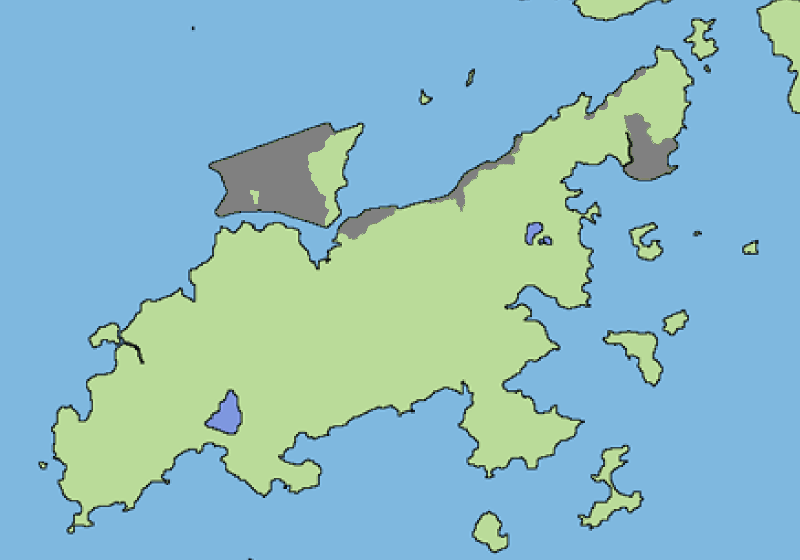
大嶼山及赤鱲角填海範圍

大蠔（英語：Tai Ho），或作大濠，是香港大嶼山北部的一處海灣，位於小蠔之西，東涌之東北，地區行政上屬離島區。1980年代末期的香港機場核心計劃，該地與鄰近的小蠔原會被發展爲大蠔新市鎮，並與西面的東涌新市鎮組成「北大嶼山新市鎮」，然而因中英兩國對香港機場核心計劃的造價發生爭議，爲爭取中方支持興建赤鱲角機場及機場鐵路，港英政府在1990年代初決定將大濠新市鎮剔出香港機場核心計劃的新機場支援社區項目，將該處的新市鎮開發計劃留待1997年7月成立的特區政府落實，其後特區政府以人口增長放緩爲理由及環保團體的反對意見下暫時擱置。2013年興建的屯門至赤鱲角連接路大嶼山的出入口設於大蠔，大蠔是西面也建有東涌東發展區。

## 概要
大蠔原本是離島區的鄉郊地方，其北部有一片淺灘伸展至南部的婆髻山和蓮花山腳下。山坡多為草地及灌木林，也有季候性沼澤，以及名為大蠔河的溪流流往大蠔灣。在1997年5月青嶼幹線通車前，大嶼山沒有陸路連接，大嶼山南北之間又有崎嶇的山野分隔，當年要前往大嶼山北部，先要乘渡輪到大嶼山南部的梅窩碼頭，然後乘車通過當年地勢險要的東涌道前往東涌，再經小路到大蠔西部的白芒。如不乘車也採用遠足方式，從梅窩經山徑翻越山頭前往，但該條小山徑早年是雜草叢生的古道，路況要到2000年後獲整修及在2008年命名為「香港奧運徑」才得到改善，因此在1990年代前大蠔是人跡罕至之地。

## 大蠔新市鎮計劃
1989年10月香港總督衛奕信在《施政報告》公布《港口及機場發展策略》，這個被稱爲「玫瑰園計劃」的機場核心計劃，當中包括將位於大嶼山北部的大蠔和東涌開發爲新市鎮，這兩個在北大嶼山的新社區將可支援赤鱲角機場，以及計劃建於在大嶼山東北部的新貨櫃碼頭。大蠔新市鎮位於大蠔北部。因為同期規劃的北大嶼山公路和機場鐵路需要在大蠔灣及小蠔灣填海，該處會有一片新填海的平地，港英政府計劃把大蠔和小蠔合併發展成「大蠔新市鎮」，並且與東涌新市鎮合組「北大嶼山新市鎮」，而北大嶼山公路大蠔段的工程於1991年12月尾開始招標。大蠔雖不如東涌接近赤鱲角機場，但位處北大嶼山公路的中段，比東涌接近港九市區，將成為青嶼幹線在大嶼山的陸路門戶新市鎮，與鄰近新機場及作為空路門戶新市鎮的東涌互相呼應，並且在1991年2月完成初步圖則。
大蠔新市鎮第一期社區位於北大嶼山公路的兩旁，和同期規劃的東涌新市鎮相似，將率先由房委會開發公營房屋項目，除了住宅及商店，也有學校、診所、圖書館及體育館等社區設施。大蠔的對外交通不但有北大嶼山公路，香港地鐵當年提交的東涌綫方案，也預留了興建大蠔站的位置，地鐵當年也計劃在東涌綫的小蠔灣車廠開發住宅及商場項目。由於計劃中的東涌綫需要同時滿足大蠔和東涌兩大社區進出九龍及港島市區的系統容量需求，所以機場鐵路最初計劃採用四軌方案，機場快綫和東涌綫全線鋪設各自獨立的路軌，使東涌綫列車無需避讓機場快綫列車，以便日後加密列車班次及在沿線增設車站。規劃一旦落實，大蠔及東涌將會組成北大嶼山新市鎮，以因應香港人口增長及改善居住環境的需求，並推動大嶼山的發展。不過在1990年代初的香港後過渡期，中英兩國在機場核心計劃及政制民主化等問題發生爭拗，中方批評香港的新機場、青嶼幹線及機場鐵路等項目將會耗盡財政儲備，及為將來的特區政府造成沉重債務，故此反對興建，大嶼山新市鎮的計劃也因爲中方在中英土地委員會討論抵制英方的批地計劃而陷入僵局，中方要求最少要有250億元財政儲備留給特區政府，又拒絕基建項目的批地計劃對港府的政制改革方案施壓，港英政府惟有縮減機場核心計劃的規模，及在北大嶼山新市鎮的兩大發展項目中做出抉擇，最終暫緩打造大蠔新市鎮，只保留最靠近新機場的東涌發展項目，而機場鐵路也應中方壓縮造價的要求，機場快綫和東涌綫在青衣島至東涌的路段由獨立路軌改為共用路軌，機場鐵路計劃才獲得中方同意興建及在1995年動工，至於大蠔新市鎮計劃則留待1997年7月成立的特區政府決定何時落實發展。
1990年代末期，由於大嶼山發展放慢，而且預計香港人口增長放緩，加上有環境保護人士擔心大蠔的發展會影響當地環境和生態，特區政府亦以縮減開支為理由，叫停大蠔新市鎮項目的發展，故該地在2000年代除了北大嶼山公路外，未有任何大型開發。特區政府在2014年宣佈正式開發大蠔及東涌東發展區，並陸續填海作商業、住宅、專上學院中小學教育、以至物流公共交通運輸，加上赤鱲角連接路及該區紅樹林已遭完全破壞，故該區從今以後失去了寶貴的自然環境和開始出現噪音和光污染問題。

## 區內地方
- 大蠔河
- 田寮
- 牛牯塱

## 區議會議席分佈
除北大嶼山公路及港鐵路軌外，大蠔現時維持低度人工發展的狀態，理論上沒有常住人口，而整個大蠔都劃入大嶼山選區。